# Ардинцев, Яков Спиридонович
Я́ков Спиридо́нович Арди́нцев (1910 — 20 августа 1944) — советский офицер, участник Великой Отечественной войны, командир батареи 1187-го истребительно-противотанкового артиллерийского полка 25-й истребительно-противотанковой артиллерийской бригады 2-й гвардейской армии 1-го Прибалтийского фронта, Герой Советского Союза (24.03.1945), старший лейтенант.

## Биография
Родился в 1910 году на хуторе Отрезок ныне в черте города Зеленокумск Ставропольского края в семье крестьянина. Русский. Член ВКП(б) с 1943 года. Образование неполное среднее. Работал шофёром.
В Красную армию призван в июне 1941 года и направлен в действующую армию.
Командир батареи 1187-го истребительно-противотанкового артиллерийского полка 25-й истребительно-противотанковой артиллерийской бригады 2-й гвардейской армии 1-го Прибалтийского фронта старший лейтенант Ардинцев особо отличился при освобождении Литвы.
В бою 17 августа 1944 года у селения Куршаны западнее города Шяуляй его батарея заняла оборону у переправы. Ночью враг бросил на артиллеристов крупные силы пехоты и танков. Стрелкового прикрытия у батареи не было и она оказалась в окружении. Ардинцев организовал отражение атаки врага, в ходе которой батарея уничтожила пять танков, более сотни гитлеровцев и с боем прорвала кольцо окружения, выкатив орудия на руках.
19 августа, заняв огневые позиции у населённого пункта Гирвини (ныне Gervėnai Бубяйского староства Шяуляйского района Литвы), артиллеристы под командованием старшего лейтенанта Ардинцева отразили три контратаки противника. 20 августа 1944 года, воспользовавшись туманом, противник бросил на позицию батареи большой десант пехоты при поддержке танков и бронетранспортёра. Благодаря умело организованному отражению вражеской атаки было уничтожено восемь танков, бронетранспортёр, до тридцати вражеских солдат. В этом бою Ардинцев был смертельно ранен.
Всего за два дня боёв батарея сожгла тринадцать танков, бронетранспортёр, уничтожила около ста пятидесяти солдат и офицеров противника.
Указом Президиума Верховного Совета СССР от 24 марта 1945 года за мужество, отвагу и героизм, проявленные в борьбе с немецко-фашистскими захватчиками, старшему лейтенанту Ардинцеву Якову Спиридоновичу посмертно присвоено звание Героя Советского Союза.
Похоронен в посёлке Бубяй (Литва).

## Награды
- Медаль «Золотая Звезда» Героя Советского Союза
- Орден Ленина
- Орден Красной Звезды

## Память
- Похоронен на воинском кладбище в местечке Бубяй Шяуляйского района Литвы.